# Marleen Vanhecke
Marleen Vanhecke (Heule, 5 augustus 1972) is een voormalig politiek journalist.
Vanhecke studeerde in 1994 af als Meester in de Audiovisuele Journalistiek en Mediakunde aan het HRITCS in Brussel. Ze begon als journalist en nieuwsanchor bij de regionale zenders WTV en FOCUS en later bij 4i, de nieuwsredactie van VT4.
In 1997 ging ze aan de slag als reporter voor Het Nieuws van VTM. In 1999 werd ze anchor bij dit programma, ter vervanging van de zwangere nieuwslezeres Kathy Pauwels. Ook na de terugkeer van Kathy bleef ze op post, voornamelijk als gezicht van de late uitzendingen.
Op 24 april 2008 heeft Vanhecke de nieuwsdienst van VTM verlaten. Ze werd nadien Head of Communications bij DEME, vervolgens bij Elia.